# Monochamus
Monochamus är ett släkte av skalbaggar som beskrevs av Pierre François Marie Auguste Dejean 1821. Monochamus ingår i familjen långhorningar.

## Bildgalleri

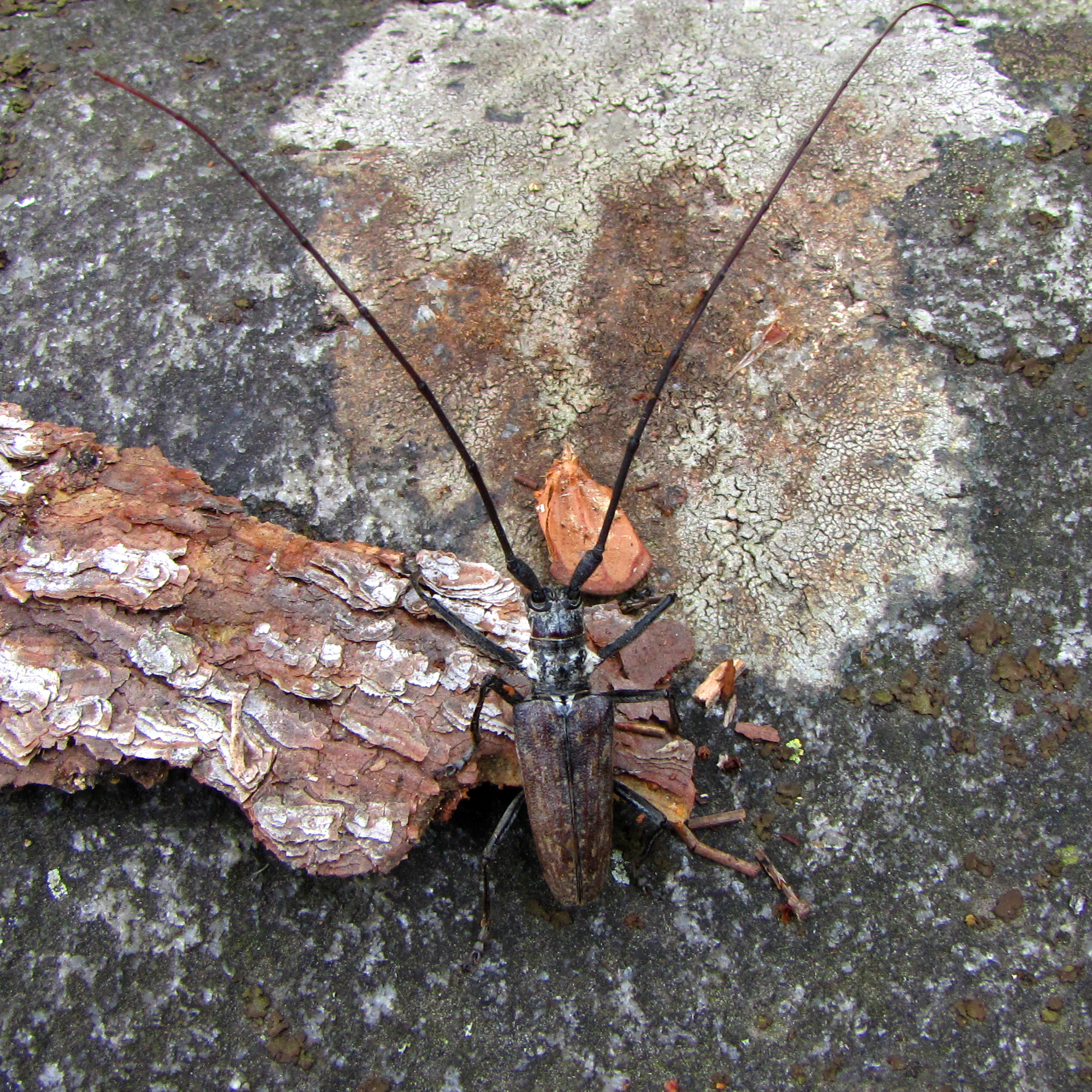
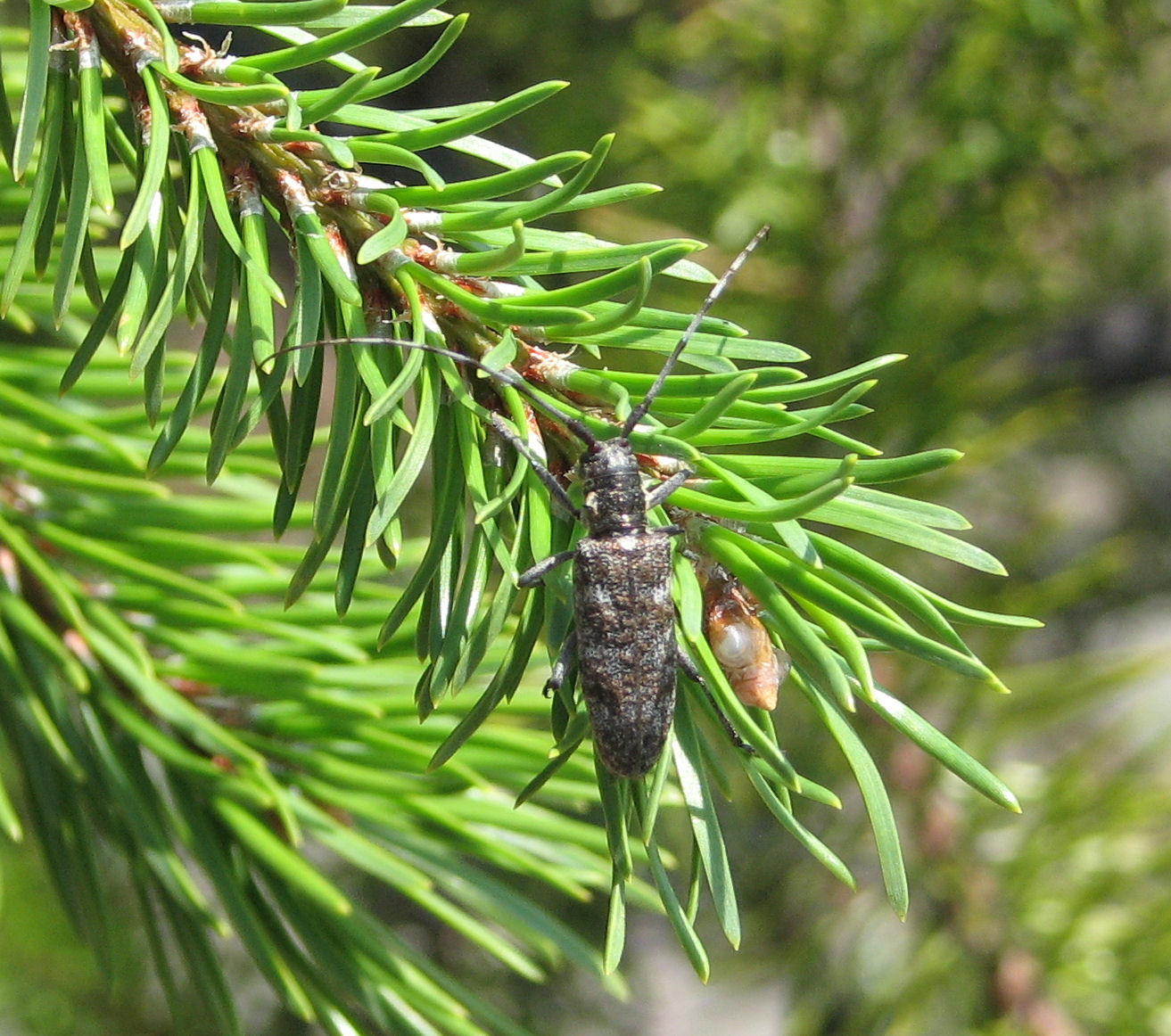

## Svenska arter[2]
- Granbock M. sartor
- Kronbock M. galloprovincialis
- Tallbock M. sutor

## Dottertaxa tillMonochamus, i alfabetisk ordning[1][2]
- Monochamus aberrans
- Monochamus abyssinicus
- Monochamus affinis
- Monochamus africanus
- Monochamus alboapicalis
- Monochamus alboscutellaris
- Monochamus aparus
- Monochamus asiaticus
- Monochamus asper
- Monochamus atrocoeruleogriseus
- Monochamus balteatus
- Monochamus basifossulatus
- Monochamus basigranulatus
- Monochamus basilewskyi
- Monochamus bialbomaculatus
- Monochamus bimaculatus
- Monochamus binigricollis
- Monochamus binigromaculatus
- Monochamus bootangensis
- Monochamus borchmanni
- Monochamus borossus
- Monochamus buquetii
- Monochamus burgeoni
- Monochamus camerunensis
- Monochamus carolinensis
- Monochamus centralis
- Monochamus conradti
- Monochamus convexicollis
- Monochamus dayremi
- Monochamus densepunctatus
- Monochamus desperatus
- Monochamus dubius
- Monochamus fisheri
- Monochamus flavoguttatus
- Monochamus flavosignatus
- Monochamus flavovittatus
- Monochamus foveatus
- Monochamus foveolatus
- Monochamus fruhstorferi
- Monochamus galloprovincialis
- Monochamus gardneri
- Monochamus grandis
- Monochamus granulipennis
- Monochamus gravidus
- Monochamus griseoplagiatus
- Monochamus guerryi
- Monochamus guttulatus
- Monochamus hiekei
- Monochamus hollisii
- Monochamus homoeus
- Monochamus impluviatus
- Monochamus irrorator
- Monochamus isochrous
- Monochamus itzingeri
- Monochamus jordani
- Monochamus kaszabi
- Monochamus kinabaluensis
- Monochamus kivuensis
- Monochamus laevis
- Monochamus lamottei
- Monochamus latefasciatus
- Monochamus lepesmei
- Monochamus leucosticticus
- Monochamus lunifer
- Monochamus luteodispersus
- Monochamus marmorator
- Monochamus maruokai
- Monochamus masaoi
- Monochamus mausoni
- Monochamus mbai
- Monochamus mediomaculatus
- Monochamus millegranus
- Monochamus murinus
- Monochamus mutator
- Monochamus nicoletii
- Monochamus nigrobasimaculatus
- Monochamus nigromaculatus
- Monochamus nigromaculicollis
- Monochamus nigroplagiatus
- Monochamus nigrosparsus
- Monochamus nigrovittatus
- Monochamus nitens
- Monochamus notatus
- Monochamus ochraceomaculatus
- Monochamus ochreomarmoratus
- Monochamus ochreopunctatus
- Monochamus ochreosparsus
- Monochamus ochreosticticus
- Monochamus olivaceus
- Monochamus omias
- Monochamus pauper
- Monochamus pentagonus
- Monochamus pictor
- Monochamus plumbeus
- Monochamus principis
- Monochamus pseudotuberosus
- Monochamus quadriplagiatus
- Monochamus quedenfeldti
- Monochamus regularis
- Monochamus rhodesianus
- Monochamus rondoni
- Monochamus rosenmuelleri
- Monochamus rubigineus
- Monochamus ruficornis
- Monochamus saltuarius
- Monochamus sartor
- Monochamus scabiosus
- Monochamus semicirculus
- Monochamus semigranulatus
- Monochamus serratus
- Monochamus shembaganurensis
- Monochamus similis
- Monochamus sparsutus
- Monochamus spectabilis
- Monochamus strandi
- Monochamus stuhlmanni
- Monochamus subconvexicollis
- Monochamus subcribrosus
- Monochamus subgranulipennis
- Monochamus subruspator
- Monochamus subtriangularis
- Monochamus sudanicus
- Monochamus sutor
- Monochamus taiheizanensis
- Monochamus talianus
- Monochamus titillator
- Monochamus tonkinensis
- Monochamus transvaaliensis
- Monochamus triangularis
- Monochamus tridentatus
- Monochamus tropicalis
- Monochamus urussovii
- Monochamus variegatus
- Monochamus verticalis
- Monochamus villiersi
- Monochamus x-fulvum